# Yang Tsung-hua
Yang Tsung-hua (chiń. upr. 杨宗桦; chiń. trad. 楊宗樺; pinyin Yáng Zōnghuà; ur. 29 marca 1991 w Xinzhu) – tajwański tenisista.

## Kariera tenisowa
Startując w gronie juniorów Hsieh wygrał French Open 2008 w singlu oraz Australian Open 2008 i Wimbledon 2008 w deblu.
W 2010 roku podczas igrzysk azjatyckich zdobył dwa złote medale: w grze mieszanej, startując w parze z Chan Yung-jan, oraz w rozgrywkach drużynowych.
Najwyżej sklasyfikowany był na 164. miejscu w singlu (14 maja 2012) oraz na 144. w deblu (23 listopada 2009).
W przeciągu kariery wygrał 7 turniejów rangi ATP Challenger Tour.
W 2016 roku zadebiutował w imprezie Wielkiego Szlema podczas turnieju Australian Open. Jego partnerem był wówczas Hsieh Cheng-peng. Para odpadła w pierwszej rundzie po porażce z duetem Daniel Nestor–Radek Štěpánek.

### Wygrane turnieje rangi ATP Challenger Tour

#### Gra podwójna (7)
|    | Data       | Turniej   | Naw.            | Partner          | Przeciwnicy                             | Wynik finału       |
| 1. | 30/08/2009 | Ałmaty    | Twarda          | Denys Mołczanow  | Pierre-Ludovic Duclos Aleksiej Kiedriuk | 4:6, 7:6(5), 11–9  |
| 2. | 22/11/2009 | Jokohama  | Twarda          | Yi Chu-huan      | Junn Mitsuhashi Aleksiej Kiedriuk       | 6:7(9), 6:3, 12–10 |
| 3. | 31/07/2011 | Wuhai     | Twarda          | Lee Hsin-han     | Feng He Zhang Ze                        | 6:2, 7:6(4)        |
| 4. | 19/05/2013 | Pusan     | Twarda          | Peng Hsien-yin   | Jeong Suk-young Lim Yong-kyu            | 6:4, 6:3           |
| 5. | 27/09/2015 | Kaohsiung | Twarda          | Hsieh Cheng-peng | Gong Maoxin Peng Hsien-yin              | 6:2, 6:2           |
| 6. | 01/05/2016 | Tajpej    | Dywanowa (hala) | Hsieh Cheng-peng | Frederik Nielsen David O'Hare           | 7:6(6), 6:4        |
| 7. | 24/07/2016 | Gimcheon  | Twarda          | Hsieh Cheng-peng | Nicolás Barrientos Ruben Gonzales       | walkower           |

### Finały juniorskich turniejów wielkoszlemowych

#### Gra pojedyncza (1–1)
| Końcowy wynik | Rok  | Turniej         | Nawierzchnia | Przeciwnik     | Wynik finału     |
| Finalista     | 2008 | Australian Open | Twarda       | Bernard Tomic  | 6:4, 6:7(5), 0:6 |
| Zwycięzca     | 2008 | French Open     | Ceglana      | Jerzy Janowicz | 6:3, 7:6(5)      |

#### Gra podwójna (2–0)
| Końcowy wynik | Rok  | Turniej         | Nawierzchnia | Partner          | Przeciwnicy                  | Wynik finału    |
| Zwycięzca     | 2008 | Australian Open | Twarda       | Hsieh Cheng-peng | Vasek Pospisil César Ramírez | 3:6, 7:5, 10–5  |
| Zwycięzca     | 2008 | Wimbledon       | Trawiasta    | Hsieh Cheng-peng | Matt Reid Bernard Tomic      | 6:4, 2:6, 12:10 |